# Hong Kong Rangers Football Club
Maillots
Actualités
Dernière mise à jour : 16 août 2024.
Le Hong Kong Rangers Football Club (en chinois : 香港流浪足球會), plus couramment abrégé en Hong Kong Rangers, est un club hongkongais de football fondé en 1958 et basé dans le quartier de Diamond Hill à Hong Kong.

## Histoire

### Historique des noms
- 1958 : fondation du club sous le nom de Hong Kong Rangers FC
- 2001 : le club est renommé Buler Rangers FC
- 2006 : le club est renommé Hong Kong Rangers FC
- 2011 : le club est renommé Kim Fung FC
- 2012 : le club est renommé Biu Chun Rangers FC

## Palmarès
| Compétitions nationales |
| --- |
| - Championnat de Hong Kong (1) : - Champion : 1970-71. - Coupe de Hong Kong (1) : - Vainqueur : 1977 et 1995. - Finaliste : 1983, 2003, 2023 et 2025. |

## Personnalités du club

### Présidents du club
- Peter Mok

### Entraîneurs du club
| - Tim Bredbury (2006) - Tim Bredbury (2007 - 2008) - Tim Bredbury (2011 - 2012) - Goran Paulić (5 juillet 2012 - 4 novembre 2012) - Chan Hung Ping (2012 - 2013) - José Ricardo Rambo (6 juillet 2013 - 2014) - Cheung Po Chun (2014 - 2015) - Yan Lik Kin (2015) - José Ricardo Rambo (2015 - 2016) | - Yan Lik Kin (2016) - Fung Hoi Man (2016 - 2017) - Lam Hing Lun (2017) - Dejan Antonić (2017) - Gerard Ambassa Guy (2017 - 2018) - Fung Wing Sing / Su Yang (2018) - Wong Chin Hung (2018 - 2019) - Chiu Chung Man / Wong Chin Hung (2019 - ?) - Philip Lee |

## Galerie

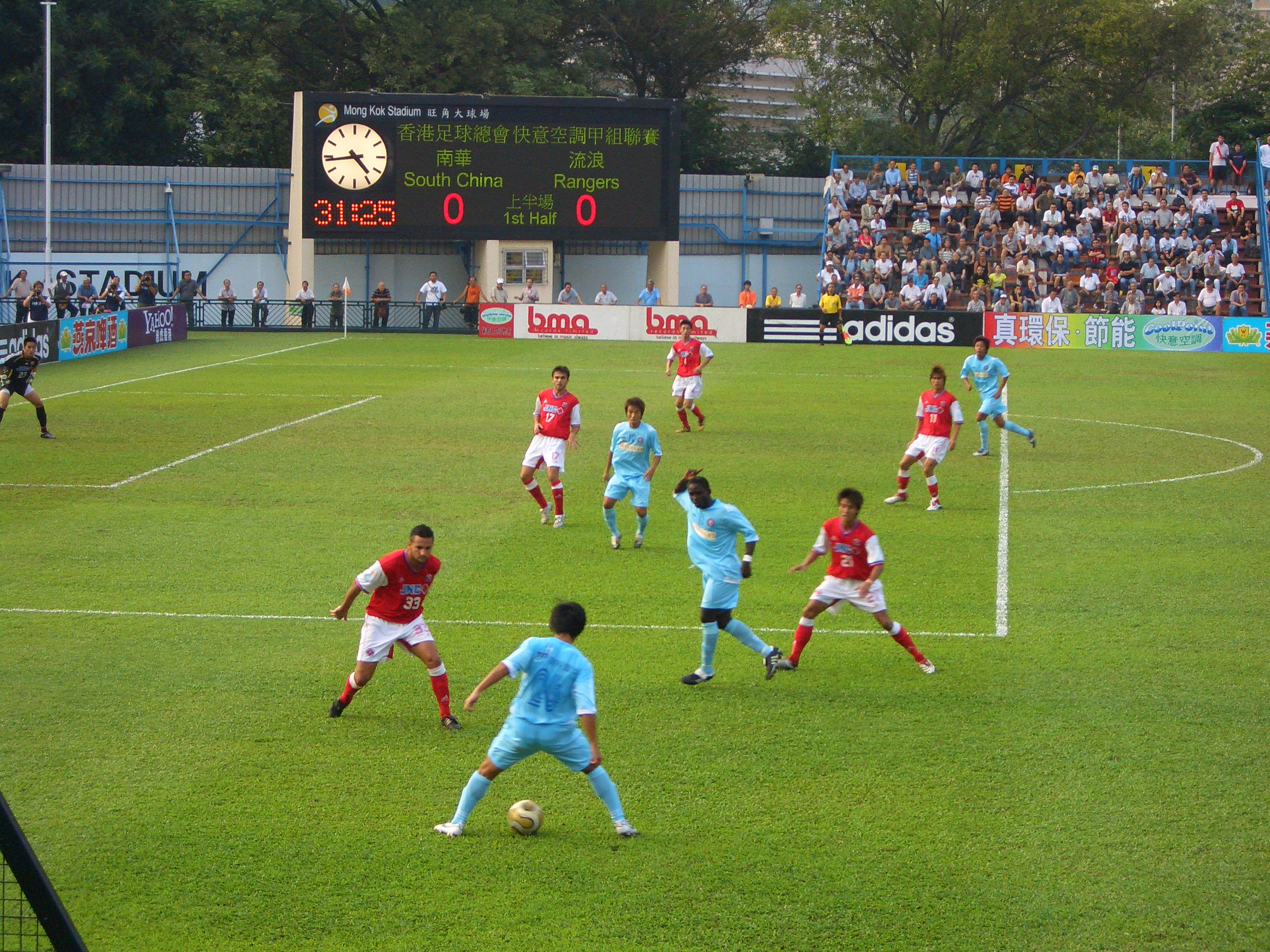
Match Rangers contre South China en 2006